# Тумкино
Тумкино (рос. Тумкино) — село в Тереньгульському районі Ульяновської області Російської Федерації.
Населення становить 726 осіб. Входить до складу муніципального утворення Тереньгульське міське поселення.

## Історія
Від 2004 року входить до складу муніципального утворення Тереньгульське міське поселення.

## Населення
| 2010 |
| ---- |
| 726  |